# Gabriel Manalt i Domènech
Gabriel Manalt i Domènech (auch Gabriel Manald und Gabriel Menald, * 16. September 1657 in Martorell; † 9. Juni 1687 ebenda) war ein katalanischer Organist und Komponist des Barock.

## Leben und Werk
Gabriel Manalt wurde 1657 in Martorell einem bäuerlich geprägten Umfeld geboren. Er war zunächst Organist an der Barceloneser Kirche Sants Just i Pastor. Von 1679 bis 1687 wirkte er als Organist an der Barceloneser Kirche Santa Maria del Mar. Zwischen dem  2. August und dem 26. September 1685 wirkte er auch als Kapellmeister an dieser Kirche.
Gabriel Manalts Zeitgenossen hielten ihn für einen exzellenten Virtuosen an der Orgel und gingen so weit, ihn als „einzigartig in Katalonien“ zu bezeichnen. Von seinem Werk wurden 59 Orgelkompositionen (Tientos, Gaytillas und drei Panga lingua) sowie ein zwölfstimmiges Villancico überliefert.
Gabriel Manalts Tientos wurden 1965 und 1966 von Higini Anglès in der Antología de organistas españoles del siglo XVII veröffentlicht. Generell stellen die Kompositionen von Gabriel Manalt eine Konsolidierung des katalanischen Musikbarock der zweiten Hälfte des 17. Jahrhunderts in einer hoch entwickelten Musiksprache und künstlerischen Expressivität dar.